# ساتر هیل (کالیفرنیا)
ساتر هیل (به انگلیسی: Sutter Hill) یک منطقهٔ مسکونی در ایالات متحده آمریکا است که در شهرستان آمادور، کالیفرنیا واقع شده‌است. ساتر هیل ۴۷۶ متر بالاتر از سطح دریا واقع شده‌است.